# Bílina (rzeka)
Bílina (niem. Biela) – rzeka w północnej części Czech, w kraju usteckim.
Lewy dopływ Łaby o długości ok. 82 km. Źródło rzeki w Rudawach na północ od Chomutova, powyżej Jirkova. Ujście w Ústí nad Labem. Powierzchnia dorzecza 1082,5 km². Jeden większy, prawy dopływ Srpina.
Większe miejscowości nad Bíliną: 
- Jirkov
- Most
- Bílina (miasto)
- Trmice
- Uście nad Łabą